# 18079 Lion-Stoppato
18079 Lion-Stoppato este un asteroid din centura principală de asteroizi.

## Descriere
18079 Lion-Stoppato este un asteroid din centura principală de asteroizi. A fost descoperit pe 27 martie 2000 la Stația Anderson Mesa în cadrul programului LONEOS. Asteroidul prezintă o orbită caracterizată de o semiaxă mare de 3,07 ua, o excentricitate de 0,09 și o înclinație de 8,3° în raport cu ecliptica.